# Nelly Karim
Pour les articles homonymes, voir Karim.
Nelly Karim (en arabe نيللي كريم) est une actrice et danseuse classique égyptienne née le 18 décembre 1974 à Alexandrie. Elle est de confession musulmane.
Sa mère est russe.

## Biographie
Fille d'une mère russe et d'un père égyptien, après une carrière de danseuse, elle a commencé à jouer le rôle d'actrice en 2000.
Au cours de sa carrière, elle a reçu plusieurs prix, notamment le prix de la meilleure actrice 2004 au Festival international du film du Caire pour sa performance dans Enta Omry.

## Filmographie
Cinéma
- 2002 : Sehr el ouyoun
- 2002 : Chabab al Hawa
- 2003 : Mumya firarda
- 2004 : Hobak nar
- 2004 : Ghabi mino fih
- 2004 : Alexandrie-New York
- 2004 : Enta Omri
- 2005 : Harb Atalia
- 2006 : Fatah enik
- 2006 : Akhir eldounia
- 2007 : Ahlam alfata al tayesh
- 2008 : Ehna Etaabelna abl keda
- 2009 : One-Zero
- 2010 : Alzheimer's
- 2010 : Les Femmes du bus 678 de Mohamed Diab
- 2010 : Eragol el Galed bi Salamto
- 2011 : Ana badii ya Wadi
- 2013 : Al fil El azrak
- 2016 : Hebta
- 2016 : Clash de Mohamed Diab
- 2017 : Bashtery Ragel